# Nala (Ramayana)
Dans l'épopée hindoue du Ramayana, Nala (en Sanskrit : नल, IAST : nala, lit. lotus ), est le vanara (singe), cité comme l'ingénieur du Rama Setu, un pont sur l'océan entre Rameswaram (Inde) et Lanka, qui correspond au Sri Lanka actuel, afin que les forces du dieu Rama puissent passer à Lanka,. Le pont porte aussi le nom de Nala Setu (pont de Nala) . Un autre vanara, Nila, est aussi cité comme constructeur du pont. Nala est décrit comme l'architecte des vanaras, ainsi que le fils du dieu-architecte Vishwakarma. Dans la bataille entre Rama et Ravana, le roi de Lanka, il est écrit que Nala participe.

## Constructeur du pont
Le Ramayana raconte que Sita (épouse de Rama, prince d' Ayodhya et avatar du dieu Vishnu) fut enlevée par Ravana, roi rakshasa (démon) de Lanka. Rama, aidé par une armée de vanaras (singes), atteint l'extrémité du pays et cherche à traverser l'océan pour arriver à Lanka. Rama vénère Varuna, dieu de l'océan, et lui demande de lui céder la place. Cependant, Varuna ne répond pas à sa prière. Rama tire diverses armes sur la mer, qui commence à s'assécher. Terrifié, Varuna supplie Rama. Ce dernier refuse de céder : Varuna propose alors un compromis. Il dit à Rama que Nala, le fils de Vishvakarma (l'architecte des dieux) fait partie de son armée vanara ; Nala a l'expertise nécessaire d'un architecte, grâce à son père. Varuna a l'idée que Rama construise un pont à travers l'océan jusqu'à Lanka, sous la supervision de Nala. Nala se porte volontaire pour la tâche et commente que l'arrogance de l'océan (Varuna) est apprivoisée par Rama avec une menace, là où la piété échoue. Les vanaras abattent des arbres puissants, ramassent des bûches de bois et des rochers géants et les jettent dans la mer. Avec l'aide de l'armée vanara, Nala parcourt les 80 milles (128,74752 km) (dix yojana) du pont en seulement cinq jours. Rama et son armée la franchissent et atteignent Lanka, où ils se préparent à combattre Ravana,.
Des commentaires du Ramayana détaillent l'événement. Il y est raconté, par exemple, la naissance de Nala : le dieu Vishvakarma embrasse une femelle varana et éjacule, d'où la naissance de Nala. Les commentaires portent aussi sur le rôle de Nala dans la construction du pont. Ainsi, selon certains commentaires, les singes prenaient des matériaux alors que Nala construisait le pont. Selon d'autres, les singes construisent le pont sous ses ordres. Le Ramavataram, rédigé au 12e siècle, fait de Nala le seul architecte et constructeur du pont, alors que le Ramacharitamanasa cite les frères Nala et Nila comme créateurs.

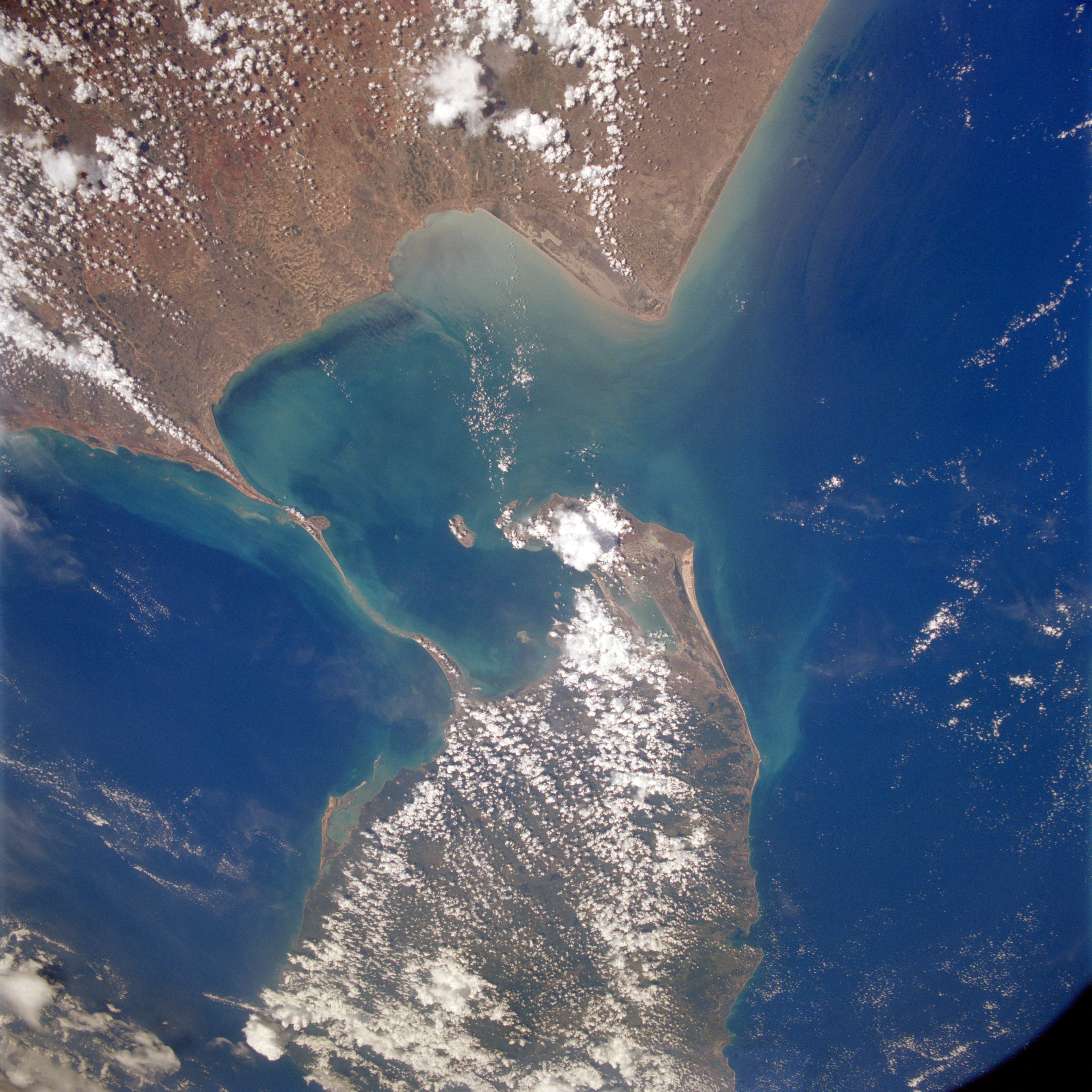
Rama Setu, image de la NASA.

Dans certaines versions, Nala est doté du pouvoir de faire flotter les pierres sur l'eau, ce qui lui facilite la tâche . Dans d'autres versions, Nala et Nila disposent tous deux de ce pouvoir. L'origine de ce pouvoir est justifiée par une légende : dans leur jeunesse, ces singes, espiègles, jetaient par jeu les murtis (images saintes) vénérées par les sages. Pour préserver les murtis, les sages décidèrent alors de leur conférer ce pouvoir.
Des adaptations en télougou et en bengali du Ramayana, ainsi que des pièces de théâtre d'ombre javanais, racontent une dispute entre Nala et Hanuman, dieu-singe hindou. Hanuman se sent insulté d'avoir à prendre les pierres de la main gauche (impure) et de les déposer de la droite (pure). Rama l'apaise, lui assurant que c'est la tradition chez les ouvriers.
L'Ananda Ramayana, texte du 15e siècle qui adapte le Ramayana, dit que Rama vénère neuf pierres installées par Nala en tant que divinités Navagraha avant de commencer le pont.

## Bataille

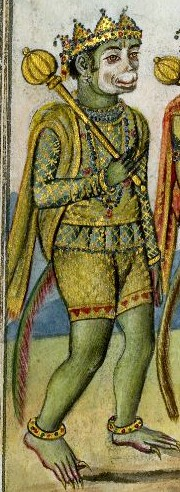
Nala, Company painting.

Le Kamba Ramayana dépeint Nala comme le créateur des quartiers d'habitation de l'armée de Rama à Lanka. Il crée des tentes de joyaux et d'or pour l'armée, se réservant une simple maison de bambou au parterre de bois et d'herbes.
Nala participe à la bataille menée par Rama contre Ravana et son armée rakshasa. Il est dit que Nala est grièvement blessé par les flèches tirées par le fils de Ravana, Indrajit . Au combat, Nala tue un rakshasa nommé Tapana . Le Mahabharata le décrit comme combattant un géant appelé Tundaka.

## Version jaïne
D'après les textes jaïns, Nala s'impose une vie monacale.